# Pratt & Whitney PW4000
El Pratt & Whitney PW4000 és una família de motors d'aviació turboventiladors d'alt índex de derivació amb un empenyiment nominal que varia entre 230 i 441 kN. Fou construït com el successor dels motors de la sèrie JT9D i ha trobat una aplicació molt més àmplia que el seu predecessor. El PW4000 fou el primer turboventilador d'alt índex de derivació comercial dissenyat amb un sistema FADEC Dual.